# Hřensko
Hřensko (germană Herrnskretschen) este o comună din Cehia situată la granița de nord a țării cu Germania la gura de vărsare a lui Kamenice în Elba. Localitatea se află la cea mai joasă altitudine din Boemia (112,5 m).

## Istoric
Herrnskretschen este pentru prima oară amintit în anul 1475 o carieră de piatră și plutăritul pe Elba ca și comerțul lemnului. Localitatea suferă de mai multe ori pagube materiale cauzate de inundații, sau prăbușiri de teren. Localitatea pescarilor și plutașilor devine după 1860 un loc de odihnă ca și pentru iubitorii de drumeție. In 1932 vinde familia Clary-Aldringen casa care a servit ca hotel contra sumei de 688.000 coroane pădurarului de stat ceh. Prin construirea șoselei spre Dresda în anul 1938 pe malul drept a Elbei casa Clary-Aldringen va fi demolată. Clădirea următoare ca mărime „Obere Schenke” care a servit ca și birt a aparținut lui Friedrich von Salhausen, iar ospătăria de lângă pod numită „Casa germană” va fi funcționa după 1945 mai departe ca birt fiind denumită „Český Lev“ ea va fi distrusă ulterior de un incendiu. In august 2002 Hřensko suferă pagube importante fiind inundat complet de Elba și Kamnitz.